# Муэтдин-бек
Алиев Муэтдин Усман (около 1893 — 26 сентября 1922, Ош) — один из самых влиятельных вождей басмаческого движения в Ферганской долине в 1920—1922 гг., уголовный и военный преступник.
Муэтдин происходил из ичкиликского рода кыргызов, был крупным баем. Еще в юности прославился как профессиональный вор, свои разбойничьи набеги начал ещё при царской власти.
До революции осуждён за грабеж и убийство на 5 лет каторги и был дважды сослан в Сибирь. Бежал из тюрьмы и скрывался в горах, примкнул к шайке курбаши Османа, которого вскоре убил и сам стал курбаши.
В начале 1918 года сформировал боеспособный и мобильный отряд, действовал в различны какх районах Ферганской долины.
В конце 1918 года влился с отрядом в «армию» Мадамин-бека, признав его главнокомандующим, командир отряда.
В марте 1920 года вместе с армией Мадамин-бека перешёл на сторону советской власти и назначен командиром эскадрона в полку Кучукова «Интернациональной» бригады Рабоче-Крестьянской Красной Армии.
В августе 1920 года в ущелье Аранд убил своего заместителя и также экс-басмача Кара-Ходжу и расстрелял 12 оставшихся верными советской власти бойцов, вновь ушёл в горы.
В конце 1920 года самопровозгласил себя — Эмир Ляшкар Баши Муэтдин-бек Газы (Верховный Главнокомандующий Муэтдин-бек Победоносный). Наряду с Хал-Ходжей руководил самыми крупными басмаческими формированиями Ферганы после гибели Мадамин-бека.

13 мая 1921 года разгромил транспорт, следовавший в Ош. Помимо добычи взял около 70 пленных (красноармейцев и членов их семей), все были зверски казнены — сожжены в кострах, разорваны лошадьми и изрезаны на части. Краткая выдержка из обвинительного акта по его делу: 
13 мая 1921 года Муэтдин произвел нападение на продовольственный транспорт, шедший по Куршабо-Ошской дороге в город Ош. Транспорт сопровождался красноармейцами и продармейцами, каковых было до 40 человек. При транспорте находились граждане, в числе коих были женщины и дети; были как русские, так и мусульмане. Вез транспорт пшеницу — 1700 пудов, мануфактуру — 6000 аршин и другие товары. Муэтдин со своей шайкой, напав на транспорт, почти всю охрану и бывших при нем граждан уничтожил, все имущество разграбил. Нападением руководил сам и проявлял особую жестокость. Так, красноармейцы сжигались на костре и подвергались пытке; дети разрубались шашкой и разбивались о колеса арб, а некоторых разрывали на части, устраивая с ними игру „в скачку“, то есть один джигит брал за одну ногу ребенка, другой — за другую и начинали на лошадях скакать в стороны, отчего ребенок разрывался; женщины разрубались шашкой, у них отрезали груди, а у беременных распарывали живот, плод выбрасывали и разрубали. Всех замученных и убитых в транспорте было до 70 человек, не считая туземных жителей, трупы которых были унесены мусульманами близлежащих кишлаков и точно число каковых установить не удалось
К сентябрю 1921 басмачей Муэтдина насчитывались более тысячи. В 1921-первой половине 1922 года его отряды и созданная им «администрация» (сборщики налогов, аксакалы кишлаков) контролировали восточную часть Ферганской долины. «Столицей» его «мини-государства» был кишлак Эски Наукат в Ошском уезде. Сформировал достаточно боеспособную армию — 4 тысячи сабель, с русскими военными инструкторами, часть из которых приняла ислам.
Его отряды совершали стремительные налёты на многие города Ферганской долины, даже на такие крупные как Ош и Андижан.
В конце 1921-начале 1922 — ведёт регулярную войну с частями РККА.
В марте — мае 1922 года заключив перемирие начал переговоры с командованием РККА о признании советской власти и сдаче.
В мае 1922 года неожиданно прервав переговоры вновь начал боевые действия.
3 июля 1922 года его армия ворвалась и разграбила Ош. При отступлении из Оша был окружён превосходящими силами РККА и 6 июля 1922 года сдался под гарантию амнистии и признал советскую власть.
В конце июля 1922 года арестован органами ОГПУ, обвинён в заговоре с целью убийства комиссара штаба войск Ферганской области Болотникова и подготовке мятежа.
Содержался в Ферганской тюрьме. Для его этапирования в Ош привлекли бронепоезд, броневик и кавалерийский полк.
21-26 сентября 1922 года судим полевой выездной сессией Военного трибунала Туркестанского фронта (суд проходил прямо на ошской площади Хазратабал, председатель суда — П. Камерон, члены суда — члены ТуркЦИК А. Кадыров и Н. Рустемов, гособвинитель — ответственный секретарь ЦК Компартии Туркестана Н. Тюрякулов, защитник — Гумеров). Суду также были преданы его начальник штаба Янгибай Бабашбаев, начальники отрядов Саиб Кари Тюрякулов, мулла Тока Алиев, Исхак Нисанбаев, палач банды Камчи Темирбаев, басмачи из личной охраны Умурзак Широходжаев, Сатыбай Матназаров и четверо других, лично приближённых к Муэтдину басмачей. Было заслушано 150 свидетелей. Приговорён к высшей мере наказания по ст. 58, 76 и 142 УК РСФСР. На суде виновным себя не признал, не каялся и в основном молчал. Расстрелян тут же после оглашения приговора на одной из прилегающих к площади улиц, вместе с 7 другими обвиняемыми командирами своей армии.
Многократно женат. Согласно шариату имел единовременно 4 жены, но периодически набирал новых, старых убивал или прогонял, а также множество наложниц. Множество детей обоего пола. Одна из дочерей была замужем за Нурматом Мин-баши, также крупным ошским басмачём.